# Mon National Liberation Army

Flagge der MNLA

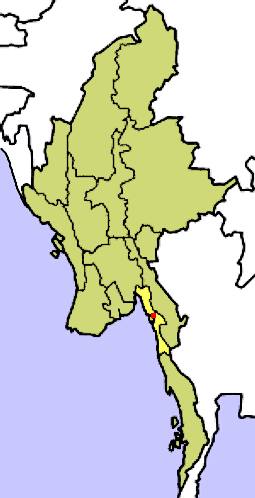
Der Mon-Staat in Myanmar, im Osten der Kayin-Staat, im Süden die Tanintharyi-Division

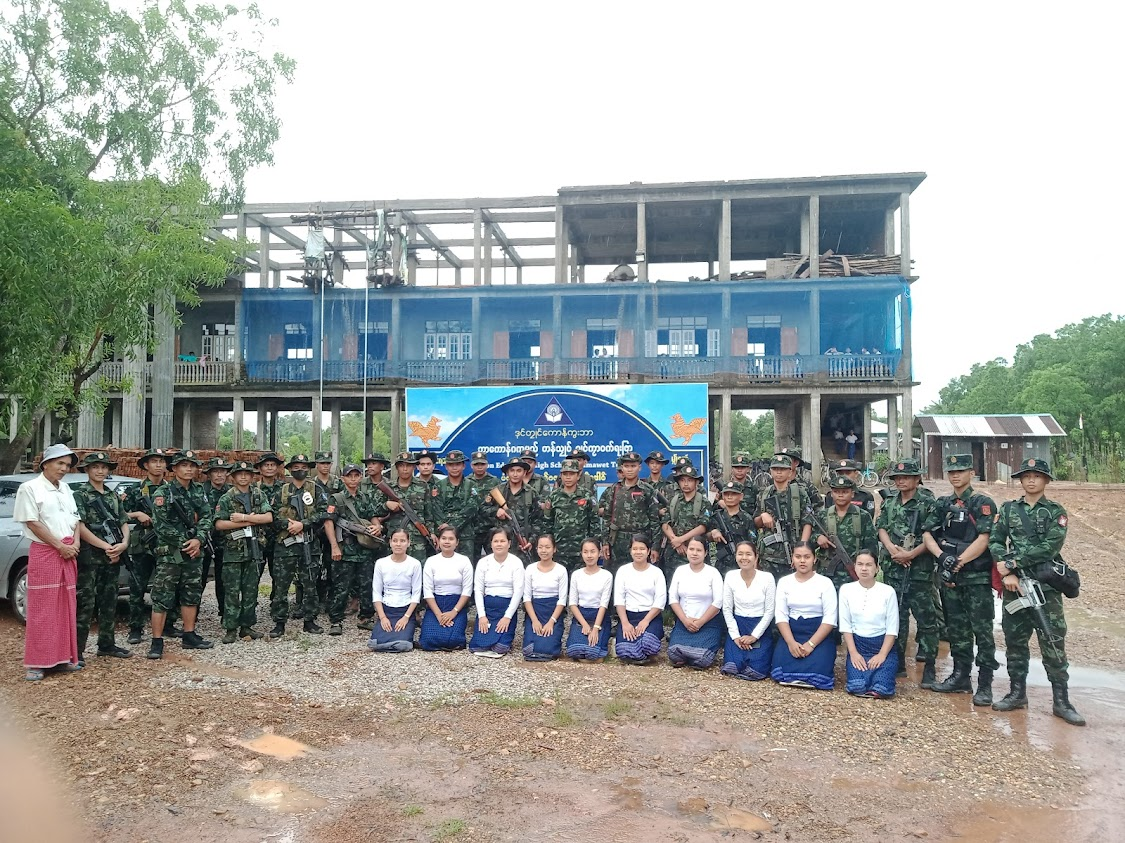
Soldaten der MSLA

Die Mon National Liberation Army (abgekürzt MNLA) ist der bewaffnete Arm der New Mon State Party (NMSP), einer politischen Gruppierung, die sich für die Rechte des Volks der Mon in Myanmar (Birma) einsetzt.

## Geschichte
Die NMSP und die MNLA wurden im Juli 1958 von Nai Shwe Kyin gegründet, nachdem die Mon People Front sich den birmanischen Truppen ergeben hatte. Das Operationsgebiet der MNLA umfasste den südlichen Mon-Staat, Teile des südlichen Kayin-Staats und Teile der Tanintharyi-Division. Fast 40 Jahre lang führten sie einen bewaffneten Kampf gegen die Zentralregierung von Myanmar.
Im Februar 1990 verlor die MNLA ihr Hauptquartier am Drei-Pagoden-Pass an der Grenze zur thailändischen Provinz Kanchanaburi in einer Offensive der birmanischen Armee gegen ethnische Rebellen. Durch den Verlust des Grenzübergangs verloren die Mon ihre Haupteinnahmequelle, Zolleinnahmen aus dem Handel mit Thailand. 30.000 Mon flüchteten nach Thailand. 1991 versuchte die thailändische Regierung Druck auf die NMSP auszuüben. Sie sollte Waffenstillstandsverhandlungen mit dem Militärregime Birmas, dem Staatsrat für Frieden und Entwicklung (SPDC) führen. Die thailändische Regierung hatte einen Vertrag mit dem SPDC über den Bau der Yadana-Pipeline, die durch Mon-Gebiet führen sollte, unterschrieben.
Deswegen übte sie Druck auf Rebellenarmeen aus, ihre Waffen niederzulegen. Nach dem Start des Baus der Gasleitung wurden 20.000 Mon entlang der Route der Pipeline umgesiedelt. 1994 zwang die thailändische Regierung die Mon-Flüchtlinge in Thailand zur Rückkehr in von der MNLA gehaltene Gebiete. Doch die birmanische Armee überfiel die neu errichteten Lager und brannte sie nieder.
Am 25. Juni 1995 handelte die NMSP einen Waffenstillstand mit der birmanischen Regierung aus. Es hatte sich herausgestellt, dass es der MNLA nicht möglich war, die Bevölkerung der Mon zu beschützen. Der Waffenstillstand wurde nur mündlich vereinbart, schriftliche Dokumente liegen scheinbar nicht vor. Die MNLA durfte ihre Waffen behalten und bekam Kontrolle über einige Gebiete im Mon-Staat. Doch aus großen Gebieten musste sich die MNLA zurückziehen. 1995 hatte die MNLA eine Stärke von 6000 Bewaffneten.
Der Waffenstillstand hält nun seit vielen Jahren, aber nicht ohne Probleme. Im November 2001 spaltete sich eine Gruppe unter der Führung von Nai Pan Nyunt von der MNLA und NMSP ab und gründete die Honsawatoi Restoration Party mit einem bewaffneten Arm, der Monland Restoration Army.
2024 splitteten sich weitere Einheiten von der MNLA, welche die Militärregierung nach dem Staatsstreich im Februar 2021 bekämpfen wollen. Teile der NMSP und MNLA gründeten am 14. Februar 2024 die Mon National Liberation Army-Anti Military Dictatorship und die New Mon State Party-Anti Dictatorship.
Am 13. Februar 2018 unterzeichnete die NMLA einen weiteren Waffenstillstand mit der zivilen Regierung, geführt von Nationale Liga für Demokratie, kurz NLD, im Rahmen von Verhandlungen mit allen bewaffneten ethnischen Organisationen. Am 11. Mai 2023 zog sich die MNLA von dem Gremium zurück, welches den Waffenstillstand überprüfen sollte.
Ab 2016 kam es zu gewaltsamen Konflikten mit den Karen. Die Karen National Liberation Army bzw. die Karen National Union beanspruchen auch Gebiete im Mon-Staat für sich. Vordergründig ging es um Holzeinschläge der KNU unter dem Schutz der KNLA in Bergen im Grenzgebiet zwischen den beiden bewaffneten ethnischen Organisationen. Die KNU wollte Holz schlagen, die MNNLA ging dagegen vor und verhaftete die beteiligten Arbeiter. Die MNLA argumentierte, dass der Kahlschlag zu Überschwemmungen in den Dörfern der Mon in der Region führen würden. In anderen Fällen verhinderte die KNLA Holzeinschläge der Mon, indem sie behaupteten die betroffenen Gebiete gehörten den Karen. Es gibt einen langanhaltenden Konflikt zwischen der MSLA und der KNLA siehe Karen-Mon-Konflikt.
Im November 2019 kam es zu bewaffneten Auseinandersetzungen zwischen der MNLA und der Regierungsarmee, welche von der Karen Border Guard Force BGF unterstützt worden sind. In einem Überraschungsangriff besetzten die Truppen der Regierung einen Stützpunkt der MNLA am Drei-Pagoden-Pass. Die Regierung argumentierte, dass dieser strategisch wichtige Region (es besteht ein Grenzübergang zu Thailand) nicht Bestandteil des Waffenstillstandsvertrags gewesen war. Am 3. Dezember 2019 zogen sich die BGF und Armee aus den Stellungen der MSLA wieder zurück, ohne jedoch einen Außenposten am Pass aufzugeben. Die Kämpfe führten zu einem Flüchtlingsstrom in die thailändische Provinz Kanchanaburi.